# Ilj
Ilj je moško osebno ime.

## Izvor imena
Ime Ilj je različica moškega osebnega imena Egidij.

## Pogostost imena
Po podatkih Statističnega urada Republike Slovenije je bilo na dan 31. decembra 2007 v Sloveniji število moških oseb z imenom Ilj: 9.

## Osebni praznik
V koledarju je ime Ilj zapisano skupaj z imenom Egidij; god praznuje 7. februarja (Egidij, redovnik, † 7.feb. 1812) ali pa 1. septembra (Egidij, opat, † 1.sep. 725).